# 1798 у науці

## Наукові відкриття
- Луї Ніколя Воклен отримав у вільному стані хром та виявив у мінералі берилі оксид раніше невідомого металу — берилію.
- Мартін Клапрот виступив з повідомленням перед Берлінською академією про відкриття ним в трансильванському «білому золоті» особливого металу, який отримано «від матері землі» і названий тому телуром (Tellur) від слова лат. tellus Земля (планета).
- Генрі Кавендіш експериментально визначив сили взаємного притягання масивних тіл і обчислив середню густину Землі.
- 9 вересня Фрідріх Вільям Гершель відкрив галактику NGC 6946 типу SBc у сузір'ї Лебідь і розсіяне скупчення NGC 6939 типу I1m у сузір'ї Цефей, 8 листопада — галактику NGC 4750 типу Sa/P у сузір'ї Дракон, 9 грудня — галактики NGC 1633 типу SBab у сузір'ї Телець і NGC 613 типу SBbc у сузір'ї Скульптор, 10 грудня — галактики NGC 163 типу E (еліптична галактика) у сузір'ї Кит, NGC 1284 і NGC 1247 типу SBbc у сузір'ї Ерідан, NGC 270 типу S0-a у сузір'ї Кит, NGC 1634 типу E-S0 у сузір'ї Телець, 19 грудня — галактики NGC 1325 типу SBbc і NGC 1325A типу SBb у сузір'ї Ерідан.

## Наукові праці
- «Про світову душу» — праця німецького філософа-ідеаліста Фрідріха Вільгельма Шеллінга.
- Карл Фрідріх Гаус закінчив працю «Арифметичні дослідження».
- «Новий синопсис, або Короткий опис про походження Словено-Російського народу; владичествування всеросійських государів в Новгороді, Києві, Володимирі та Москві» — історична праця Петра Захар'їна, написана у Миколаєві (зберігається у Педагогічному музеї в Києві).
- Кароліна Гершель виконала і представила 1798 Лондонському королівському товариству велику і трудомістку роботу зі складання покажчика зі списком помилок для зоряного каталогу Джона Флемстида і склала новий додатковий каталог, в який включила 561 зорю, пропущену Флемстидом.
- «Der Streit der Fakultäten», «Über die Buchmacherei» і «Anthropologie in pragmatischer Hinsicht» Іммануїла Канта.

## Події
- Річардом Тейлором заснований науковий журнал «Philosophical Magazine», вважається найстарішим у світі науковим періодичним виданням.
- Заснований Луїсвілльський університет, вищий навчальний заклад міста Луїсвілл, Кентуккі, США.

## Організми, описані 1798 року

### Тварини
| - Cassida prasina - Cylindraspis vosmaeri - Hemicentetes semispinosus - Pantala flavescens - Tellina magna | - Гекон віялопалий Гассельквіста - Каліфорнійська перепілка - Африканський рудохвостий канюк - Ліометопум звичайний | - Мохуватка гребінчаста - Напівлапчаста гуска - Ракун ракоїд - Хамаґурі |

### Рослини
| - Anthyllis hamosa - Dryas integrifolia - Muscari parviflorum - Ranunculus trilobus - Saxifraga globulifera | - Thymus lanceolatus - Verbena corymbosa - Verbena hispida - Verbena scabra - Вероніка цимбалярієва | - Кіноа - Льон великоквітковий - Омег водяний - Чорна сапота (Diospyros digyna) |

## Наукові нагороди

### Медаль Коплі
- Джордж Шакберг-Евелін — за різні доповіді, надруковані в «Philosophical Transactions of the Royal Society»
- Чарлз Гатчетт — за хімічні доповіді, надруковані «Philosophical Transactions of the Royal Society»

## Народились
- 19 січня — Оґюст Конт, французький філософ, позитивіст
- 15 лютого — Жан Етьєн Дюбі, швейцарський ботанік, міколог та теолог
- 21 березня — Леон Лаврисевич, греко-католицький священик, філософ і богослов, доктор богослов'я, професор і ректор Ягеллонського університету
- 6 травня — польський біолог, професор Львівського університету
- 10 травня — Джон Форбс Ройл, англійський натураліст
- 17 травня — Джордж Дон, шотландський ботанік та колекціонер рослин XIX століття
- 28 травня — Фредерік Дюбуа де Монпере, французький археолог, етнограф, натураліст
- 14 червня — Франтішек Палацький, чеський історик, філософ, політичний і громадський діяч
- 1 липня — Едвард Керр, австралійський етнограф, який займався описом звичаїв і мов австралійських аборигенів
- 21 серпня — Жуль Мішле, французький історик і публіцист, представник романтичної історіографії
- 30 серпня — Ігнац фон Олферс, німецький вчений, дипломат, генеральний директор Королівського Берлінського Музею
- 31 серпня — Георг Фрідріх Пухта, німецький юрист, послідовник Ф. Савіньї, представник історичної школи права
- 5 жовтня — Джон Сміт, англійський ботанік, перший куратор Королівського ботанічного саду К'ю
- 28 грудня — Томас Джеймс Гендерсон, британський астроном
- 31 грудня — Фрідріх Роберт Фельман, балтійський лікар і лінгвіст
- Кіріакос Піттакіс, грецький археолог, мікенолог
- Вільям Чарльз Лінней Мартін, британський натураліст
- Рудольф Фрідріх Гогенакер, швейцарсько-німецький місіонер, лікар та ботанік

## Померли
- 15 лютого — П'єр Байєн, французький хімік і фармацевт
- 21 серпня — Джеймс Вілсон, шотландський юрист, відоміший як один з тих, хто підписав Декларацію про незалежність США, ведучий теоретик права
- 4 жовтня — Антуан Шезі, французький математик та інженер-гідравлік, автор формули Шезі
- 4 грудня — Луїджі Гальвані, італійський медик і фізик
- 9 грудня — Йоганн Рейнгольд Форстер, німецький орнітолог, ботанік, зоолог та мандрівник англійського походження